# Ernst Gombrich

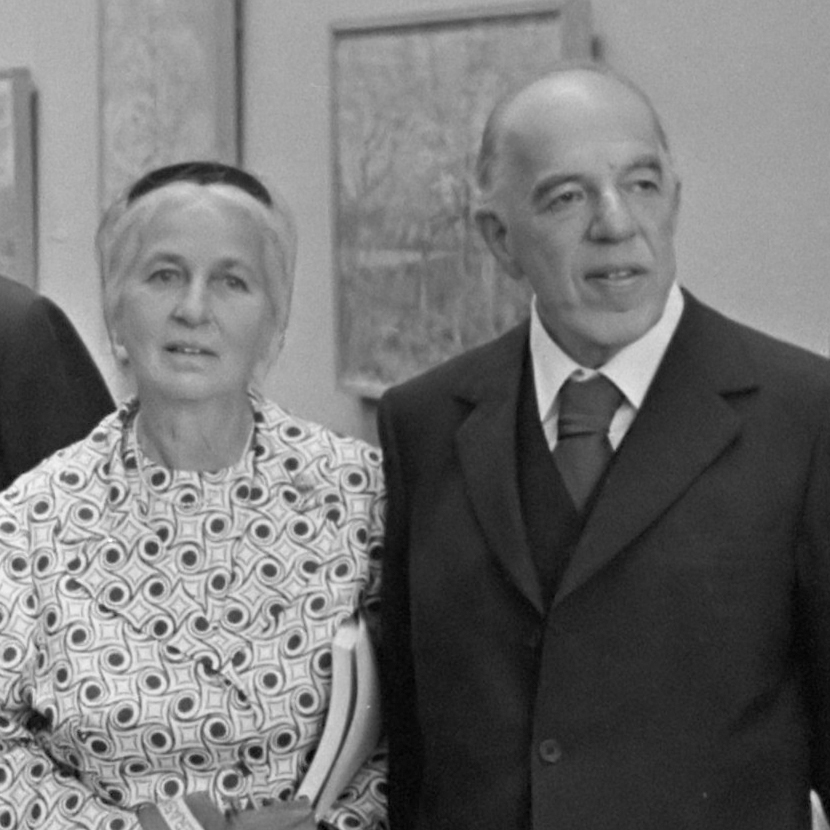
Ernst Gombrich (1975)

De geboorte van Venus (ca. 1485; Uffizi in Florence), schilderij van Sandro Botticelli, besproken in The Story of Art.

Sir Ernst Hans Josef Gombrich (Wenen, 30 maart 1909 – Londen, 3 november 2001) was een in Oostenrijk geboren kunsthistoricus die het grootste deel van zijn leven in het Verenigd Koninkrijk gewerkt heeft.  Zijn bekendste werk is The Story of Art (1950), een ambitieuze en leesbare wereldgeschiedenis van de beeldende kunst.

## Levensloop
Gombrich werd geboren in Wenen in de toenmalige Oostenrijk-Hongaarse dubbelmonarchie. Hij groeide op in een geassimileerd joods gezin, dat behoorde tot een verfijnd en muzikaal milieu. Zijn vader, Karl B. Gombrich, een klasgenoot van Hugo von Hofmannsthal, was advocaat; zijn moeder, Leonia Hock, was pianiste en een leerlinge van Anton Bruckner. Zij kende ook Arnold Schönberg, Gustav Mahler en Johannes Brahms persoonlijk; Rudolf Serkin behoorde tot hun vaste vriendenkring. 
Gombrich ging naar de middelbare school in Wenen (Theresianum) en studeerde kunstgeschiedenis aan de Universiteit van Wenen. In 1933 promoveerde hij op Giulio Romano's Palazzo del Te in Mantua. In 1936 zag hij zich gedwongen naar Engeland te emigreren en werd onderzoeksassistent aan het befaamde Warburg Instituut in Londen. Aan dit instituut is hij, met uitzondering van de oorlogsjaren, tot aan zijn pensionering verbonden gebleven. Van 1959-1976 was hij er directeur. Gombrich is zijn leven lang bevriend geweest met twee andere beroemde Oostenrijkse emigranten: Karl Popper en Friedrich Hayek. Gombrich heeft een rol gespeeld bij de publicatie van Poppers The Open Society and its Enemies.
Tijdens de Tweede Wereldoorlog werkte Gombrich bij de BBC om er Duitse radio-uitzendingen te analyseren. Toen in 1945 een nieuwsaankondiging werd voorafgegaan door een Bruckner-symfonie vermoedde Gombrich onmiddellijk dat Hitler dood moest zijn, vanwege Hitlers voorliefde voor Bruckner, een vermoeden waarvan Churchill onverwijld op de hoogte werd gesteld. Het vermoeden bleek juist. Hij werd benoemd tot lid van de British Academy in 1960, werd Commandeur in de Orde van het Britse Rijk (CBE) in 1966, werd geridderd in 1972 (Sir), en werd lid van de Order of Merit in 1988. Daarnaast heeft hij nog vele andere onderscheidingen ontvangen, waaronder de Balzan Prijs in 1985.
Ernst Gombrich trouwde in 1936 met Ilse Heller, een concertpianiste. Hun enige kind, Richard Gombrich, is een bekende indoloog en sanskritist geworden.

## Werk
Gombrichs eerste boek was Weltgeschichte von der Urzeit bis zur Gegenwart - het enige boek dat hij niet direct in het Engels schreef. Het verscheen in Duitsland in 1936. Het boek was populair, bereikte hoge oplagen en werd in veel talen vertaald, in 2006 nog opnieuw in het Nederlands.
Zijn magnum opus is The Story of Art uit 1950, in het Nederlands vertaald als Eeuwige schoonheid. Het boek is in dertig talen vertaald, er zijn miljoenen exemplaren van verkocht en het wordt beschouwd als een van de beste en meest toegankelijk geschiedenissen van de beeldende kunst.
Ander belangrijke publicaties zijn: Art and Illusion (1960), The Image and the Eye, de biografie van Aby Warburg en The Sense of Order.